# 붉은비스카차쥐속
붉은비스카차쥐속(Tympanoctomys)은 데구과에 속하는 설치류에 속한다. 3종, 붉은비스카차쥐(T. barrerae)와 키르치네르비스카차쥐(T. kirchnerorum), 찰찰레로스비스카차쥐(T. loschalchalerosorum)로 이루어져 있다. 찰찰레로스비스카차쥐는 이전에 유일속 찰찰레로스비스카차쥐속(Salinoctomys)으로 간주했지만, 유전적 분석을 통해 붉은비스카차쥐의 변종 안에 있음이 드러났다. 모든 종이 아르헨티나 중서부 지역의 토착종이고, 파편적으로 분포한다. 자연 서식지는 사막 관목 지대와 모래 언덕 그리고 염전이고, 염생 식물을 먹는다. 홀로 생활을 하는 야행성 설치류이고, 큰 흙무더기에 복잡한 굴을 만든다.

## 하위 종
- 붉은비스카차쥐 (Tympanoctomys barrerae) (B. Lawrence, 1941)
- 키르치네르비스카차쥐 (Tympanoctomys kirchnerorum) Teta et all, 2014
- 찰찰레로스비스카차쥐 (Tympanoctomys loschalchalerosorum) Mares, Braun, Barquez & Diaz, 2000
- † Tympanoctomys cordubensis